# Kathrin Schmidtová

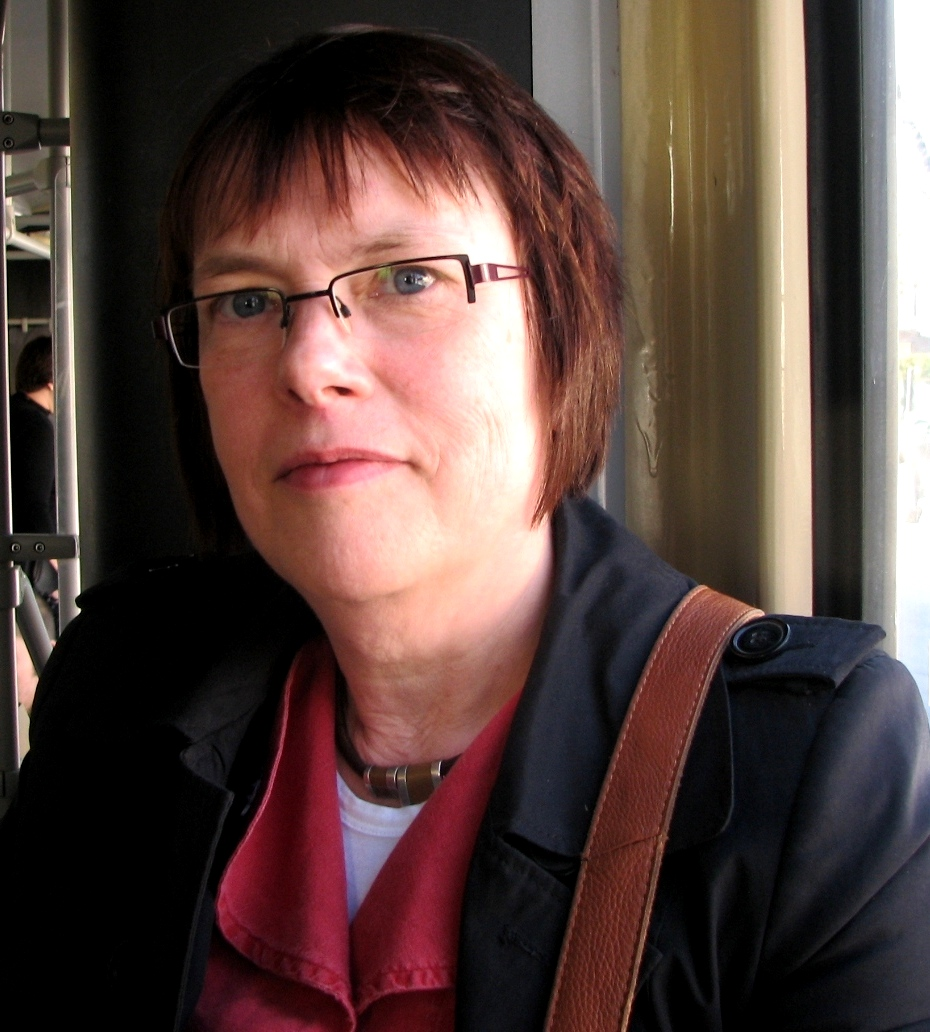
Kathrin Schmidtová

Kathrin Schmidt (přechýleně Kathrin Schmidtová, * 12. března 1958 Gotha, Durynsko) je německá spisovatelka a psycholožka. V roce 2009 se stala laureátkou Německé knižní ceny za autobiografický román Neumřeš.

## Biografie
Vystudovala na univerzitě v Jeně sociální psychologii. Po ukončení studia pracovala jako vědecká pracovnice na univerzitě v Lipsku, či jako dětská psycholožka v okresní nemocnici Rüdersdorf.
Roku 1979 se jí narodila první dcera a začala také vůbec poprvé veřejně publikovat svoje básně. Roku 2002 prodělala cévní mozkovou příhodu a ležela dva týdny v kómatu.

### Přehled děl v originále (výběr)

#### Próza
- Finito. Schwamm drüber.: Erzählungen. btb Verlag, 2013. 240 S.

- Du stirbst nicht: Roman. btb Verlag, 2010. 352 S.

- Seebachs schwarze Katzen. Kiepenheuer&Witsch Verlag, 2005. 288 S.

- Königs Kinder: Roman. Kiepenheuer&Witsch, 2002. 352 S.

- Die Gunnar-Lennefsen-Expedition: Roman. 1. vyd. Kiepenheuer&Witsch Verlag, 1998. 432 S.

#### Poesie
- Blinde Bienen: Gedichte. 1. vyd. Kiepenheuer&Witsch Verlag, 2010. 96 S.

- Go-In der Belladonnen: Gedichte. Kiepenheuer&Witsch Verlag, 2000. 96 S.

- Ein Engel fliegt durch die Tapetenfabrik: Gedichte.

- Flußbild mit Engel: Gedichte. Suhrkamp Verlag, 1995. 63 S.

### České překlady
- Neumřeš[6] (orig. 'Du stirbst nicht: Roman'). 1. vyd. Brno: Host, 2009. 289 S. Překlad: Renáta Tomanová a Iva Kratochvílová